# Acanthodelta ino
Acanthodelta ino là một loài bướm đêm trong họ Noctuidae.